# Chejudocythere tenuis
Chejudocythere tenuis is een mosselkreeftjessoort uit de familie van de Paradoxostomatidae. De wetenschappelijke naam van de soort is voor het eerst geldig gepubliceerd in 2009 door Yasuhara, Okahashi & Cronin.